# Bahnhof Franzensfeste

Der Bahnhof Franzensfeste (italienisch Stazione di Fortezza) ist ein Verkehrsknotenpunkt in Südtirol. Die Bedeutung des nur eine kleine Ortschaft bedienenden Bahnhofs ergibt sich aus dem Umstand, dass hier die Brennerbahn und die Pustertalbahn aufeinandertreffen, wodurch er die Funktion eines Trennungsbahnhofs hat.

## Lage
Der Bahnhof befindet sich auf 747 m Höhe direkt neben dem kleinen Dorfzentrum von Franzensfeste am Eingang des Wipptals wenige Kilometer nördlich von Brixen im Eisacktal. Das enge, schluchtartige Tal bietet hier zwischen Eisack, Franzensfester Stausee und Berghängen nur wenig Platz und wird zu großen Teilen von Verkehrsinfrastrukturen wie dem Bahnhof, der A22 und der SS 12 beansprucht.

## Geschichte
Das Dorf Franzensfeste gehört zu den jüngeren Siedlungen Südtirols: Es entstand erst in den zweiten Hälfte des 19. Jahrhunderts knapp nordwestlich der namensgebenden Festung Franzensfeste und seine Geschichte ist eng mit jener des Bahnhofs verknüpft. Bei der Inbetriebnahme des Abschnitts der Brennerbahn zwischen Innsbruck und Bozen 1867 wurde an der Stelle des heutigen Bahnhofs eine kleine Station aus Holz errichtet. Bereits 1869 wurde mit Blick auf die im Bau befindliche Pustertalbahn mit der Erweiterung des Bahnhofs sowie dem Bau eines neuen Aufnahmsgebäudes begonnen. Mit der Fertigstellung der Pustertalbahn 1871 nahm nicht nur die Bedeutung des Bahnhofs enorm zu, auch das in seiner Nachbarschaft entstehende Dorf Franzensfeste erlebte als neuer Verkehrsknotenpunkt einen großen Aufschwung.
Nach der Annexion Südtirols durch Italien infolge des Ersten Weltkriegs erhielt der Bahnhof Franzensfeste weitere wichtige Zusatzfunktionen als Warenumschlagplatz, für das Militär und als Standort für die Zollabfertigung der nahen Brenner-Grenze. Dementsprechend wurde das Gelände ab 1924 großzügig erweitert. Auf die 1950er Jahre datieren eine Renovierung der Baulichkeiten und ein Ausbau der Gleisanlagen.
Ende des 20. Jahrhunderts ging der Flächenbedarf des Bahnhofs stark zurück. Nach dem Bau der A22 hatte sich der Güterverkehr zunehmend auf die Straße verlagert, das Ende des Kalten Kriegs brachte das militärische Interesse an der italienischen Nordgrenze zum Erliegen und durch den EU-Beitritt Österreichs 1995 verschwanden auch die Zölle. Große Teile des Bahnhofsgeländes liegen dementsprechend brach.
Seit der Erhöhung der Bahnsteige und dem Bau von Aufzügen 2016/17 ist der Bahnhof barrierefrei.
Nach Baubeginn der Riggertalschleife und der vorübergehenden Einstellung des Verkehrs der Pustertalbahn am 15. Dezember 2024 verlor der Bahnhof seinen Status als Knotenpunkt im Südtiroler Taktfahrplan, weshalb er seither auch nicht mehr von internationalen EuroCity- und Railjet-Fernverkehrszügen, die Deutschland, Österreich und Italien miteinander verbinden, angefahren wird. Während der Bauarbeiten an der Schleife wird das Pustertal mit Bussen bedient, die allerdings nicht in Franzensfeste, sondern in Brixen den Anschluss an die Brennerbahn herstellen.

## Baulichkeiten
Der Bahnhof Franzensfeste zeichnet sich durch eine Vielzahl an Bauten aus diversen Epochen aus. Den ältesten Baubestand bilden das von Wilhelm von Flattich entworfene Aufnahmsgebäude und ein nordseitig gelegenes Bahnwärterhaus aus dem 19. Jahrhundert. Diese stechen mit ihrer Holzschindelverkleidung deutlich aus der sonstigen Architektur an der Brennerbahn heraus und stehen seit 2004 unter Denkmalschutz. Das Verwaltungs-, Fracht- und Zollgebäude zwischen den beiden historischen Bauten stammt aus den 1950er Jahren. Diverse Zubauten wurden in der zweiten Hälfte des 20. Jahrhunderts errichtet.

## Funktion und Zukunftsaussichten
Der Bahnhof Franzensfeste ist betriebstechnisch ein Trennungsbahnhof zwischen der Brennerbahn und der Pustertalbahn, deren westlichen Endpunkt er darstellt. Der Schienennahverkehr auf beiden Strecken wird durch Züge der SAD und der Trenitalia abgewickelt.

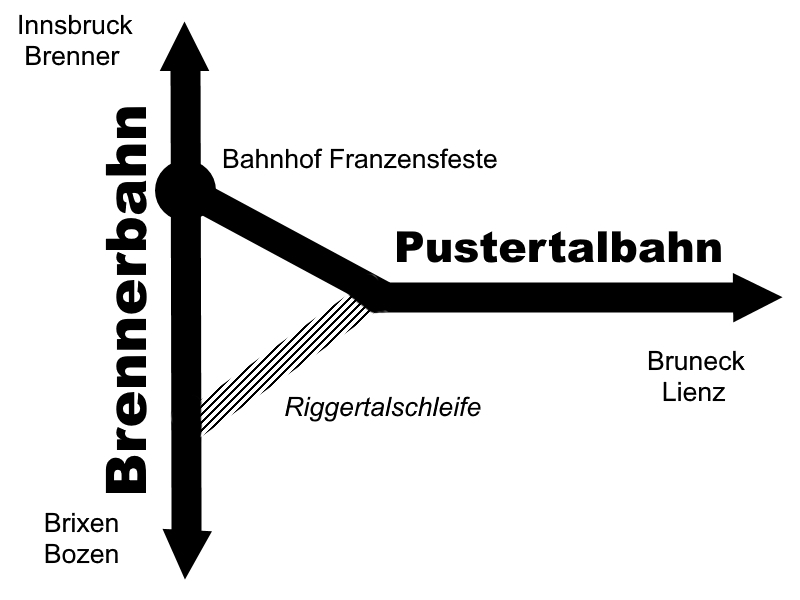
Schematische Grafik der Riggertalschleife

Bis Ende 2024 war Franzensfeste ein bedeutender Umsteigebahnhof aus Richtung Bozen bzw. Brenner ins Pustertal. Dies änderte sich mit dem Baubeginn der Riggertalschleife, die die Pustertalbahn um einen neuen westlichen Ast ergänzen und schnellere Verbindungen Richtung Brixen und Bozen als die alte Trasse nach Franzensfeste ermöglichen wird. 
Der im Bau befindliche Brennerbasistunnel wird sein Südtiroler Portal knapp nördlich vom Bahnhof Franzensfeste haben, wenig südlich vom Bahnhof wird die Zulaufstrecke in den Schalderer Tunnel münden. Die den Brennerbasistunnel mit dem Schalderer Tunnel verbindenden Gleise werden zwar durch das Bahnhofsgelände führen, betrieblich hier aber nicht mit der Bestandsstrecke verknüpft sein und lediglich eine Nothaltestelle aufweisen.